# 윌송 오도베르
윌송 세르주 에리크 오도베르(프랑스어: Wilson Serge Eric Odobert, 2004년 11월 28일 ~ )는 프랑스의 축구 선수로, 현재 잉글랜드 프리미어리그의 토트넘 홋스퍼에서 공격형 미드필더, 좌측 윙어로 활약하고 있다.